# Microphrys bicornutus
Microphrys bicornutus är en kräftdjursart som först beskrevs av Pierre André Latreille 1825.  Microphrys bicornutus ingår i släktet Microphrys och familjen Mithracidae. Inga underarter finns listade i Catalogue of Life.